# Ďubákovo
Ďubákovo é um município da Eslováquia, situado no distrito de Poltár, na região de Banská Bystrica. Tem 6,39 km² de área e sua população em 2018 foi estimada em 83 habitantes.

## Demografia
| Ano:        | 1994 | 2004   | 2014    | 2024 |
| ----------- | ---- | ------ | ------- | ---- |
| Broj ljudi: | 126  | 116    | 84      | 84   |
| Razlika:    |      | -7,93% | -27,58% | +0%  |

| Ano:               | 2023 | 2024 |
| ------------------ | ---- | ---- |
| Número de pessoas: | 75   | 84   |
| Diferença:         |      | +12% |